# Atrocity
Atrocity is een Duitse metalband, opgericht in 1985 in Ludwigsburg, Baden-Württemberg. In het begin speelde Atrocity nog deathmetal, in de loop der jaren zijn daar meer invloeden van gothic metal bij gekomen. De laatste jaren is de stijl van Atrocity te duiden als symfonische death metal.

## Geschiedenis
Atrocity werd in 1985 opgericht door onder meer Alexander Krull, die momenteel het enige originele bandlid is. Hij is tevens actief met de bands Leaves' Eyes. Aanvankelijk begint de band als een thrashmetal band, met duidelijke invloeden van deathmetal en het behoort daarmee tot de eerste lichting Duitse deathmetalbands. In die vroege periode wisselt de band met regelmaat van naam en heette het onder meer Instigators. De albums ‘Hallucinations’(1990) en ‘Todessehnsucht’ (1992) kunnen beschouwd worden als pure death metal albums. Met verschijnen van het album ‘Blut’ in 1994 verkent Atrocity meer andere stijlen, met name gothic metal. De wisseling wordt niet goed ontvangen, aangezien de oude fans Atrocity er onvoldoende in terug  herkennen en de gothic fans het zien als een album van een deathmetalband.

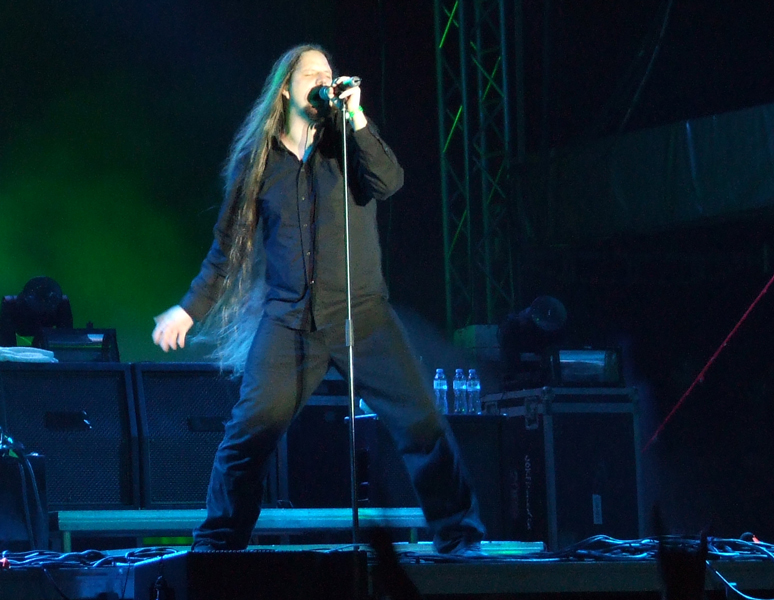
Alexander Krull in 2010

Op het album ‘Willenskraft’ uit 1996 gooide de band het wederom over een andere boeg en kregen industrial invloeden ruimte op het album. In eigen land bouwde Atrocity inmiddels een redelijke naam op, maar internationaal bleef het succes en de erkenning aanvankelijk uit. Dat veranderde op slag toen ze in 1997 het album ‘Werk 80’ uitbrachten, vol met guilty pleasures uit de popmuziek uit de jaren tachtig, in een metaljasje gestoken. Het leverde de band in korte tijd enorm veel publiciteit en bekendheid op en ze speelden in die periode op alle belangrijke metalfestivals, waaronder Dynamo Open Air.
De band weet de plotselinge naamsbekendheid echter nooit echt om te zetten in resultaten en met Krull die zich meer en meer richt op de carrière van zijn vrouw zakt de populariteit internationaal verder weg. De albums ‘Gemini’ (2000) en ‘Atlantis’ (2004), waarop Liv Kristine stukjes mee zingt, leveren de band nog goede kritieken op, maar het grote publiek laat Atrocity links liggen. In 2008 komt er een vervolg op ‘Werk 80, met ‘Werk 80 II’. Dit bracht de band niet meer het succes van de eerste keer.
In 2010 voegde de Nederlandse gitarist Sander van der Meer (net als alle andere huidige bandleden tevens van Leaves’ Eyes) zich bij de band. In 2011 volgen bassist JB van der wal (tevens van Aborted  en stonermetalband Herder) en in 2012 drummer Joris Nijenhuis. In 2010 en 2013 werden respectievelijk de albums ‘After the Storm’ en ‘Okkult’ uitgebracht. Met name ‘Okkult’ valt erg goed bij de trouwe volgers van de band, vanwege het pure metalkarakter dat er op terug te horen is.

## Bezetting

### Huidige leden
- Alexander Krull – zanger, toetsenist (sinds 1985)
- Thorsten Bauer - gitarist (1994, 2002 en sinds 2003)
- Micki Richter - Gitarist (sinds 2018)
- Joris Nijenhuis - drummer (sinds 2012)

### Voormalige bandleden
| Naam                    | Instrument | Periode(s) | Tevens van |
| ----------------------- | ---------- | ---------- | --- |
| René Tometschek         | Basgitaar  | 1985-1988  | ex-Mighty D. |
| Gernot Winkler († 2002) | Drums      | 1985-1988  | - |
| Mathias Röderer         | Gitaar     | 1985-2010  | ex-Leaves' Eyes, ex-Theatre of Tragedy (live) |
| Frank Knodel            | Gitaar     | 1985-1988  | - |
| Oliver Klasen           | Basgitaar  | 1988-1993  | ex-Coprophagist |
| Michael Schwarz         | Drums      | 1988-1999  | Belching Beet, ex-Bitching Sluts, ex-Coprophagist, ex-Crestfallen, ex-Unbound |
| Richard Scharf          | Gitaar     | 1988-1994  | - |
| Markus Knapp            | Basgitaar  | 1994-1995  | ex-Die Allergie |
| Christian Lukhaup       | Basgitaar  | 1995-2007  | ex-Erben der Schöpfung, ex-Leaves' Eyes |
| Martin Schmidt          | Drums      | 1999-2005  | Goddess Shiva, Kiske / Somerville, ex-Erben der Schöpfung, ex-Leaves' Eyes |
| Moritz Neuner           | Drums      | 2005-2007  | Dornenreich, ex-Necrology, ex-Sternenstaub, ex-Korovakill, ex-Abigor, ex-Angizia, ex-Darkwell, ex-Enid, ex-Evenfall, ex-Golden Dawn, ex-Graveworm, ex-Leaves' Eyes, ex-Liv Kristine, ex-Samsas Traum, ex-Shadowcast, ex-Siegfried (live), ex-Angry Angels |
| Alla Fedynitch          | Basgitaar  | 2008-2010  | ex-Eyes of Eden, ex-Disillusion, ex-Enemy of the Sun, ex-Leaves' Eyes, ex-Neon Sunrise, ex-Pain (live) |
| Seven Antonopoulos      | Drums      | 2008-2010  | Channel Zero (live), ex-Leaves' Eyes, ex-Opiate for the Masses, ex-Vanilla Ice |
| Nicholas Barker         | 2008       | Drums      | Ancient, Liquid Graveyard, Lock Up, Twilight of the Gods, Brujeria (live), Noctis Imperium (live), Possessed (live), ex-Monolith, ex-Catalepsy, United Forces, ex-Cradle of Filth, ex-Dimmu Borgir, ex-Leaves' Eyes, ex-Sadistic Intent, ex-Anaal Nathrakh (live), ex-Anathema (live), ex-Benediction (live), ex-Borknagar (live), ex-Cancer (live), ex-Cerebral Fix (live), ex-Criminal (live), ex-Exodus (live), ex-God Seed (live), ex-Gorgoroth (live), ex-Nightrage (live), ex-Testament (live), ex-Driven by Suffering |
| Roland Navratil         | Drums      | 2010-2012  | - |

## Discografie
- 1990 - Hallucinations (Roadrunner)
- 1992 - Todessehnsucht (Roadrunner)
- 1994 - Blut (Roadrunner)
- 1995 - Calling The Rain (Massacre)
- 1995 - Die Liebe (Massacre)
- 1996 - The Definition Of Kraft & Wille (EP, Massacre)
- 1996 - Willenskraft (Massacre)
- 1997 - Werk 80 (Massacre)
- 2000 - Gemini (Massacre)
- 2004 - Atlantis (Napalm Records)
- 2008 - Werk 80 II (Napalm Records)
- 2010 - After the Storm(Napalm Records)
- 2013 - Okkult (Napalm Records)[4]
- 2018 - Okkult II (Massacre)